# Taubaracna maculosa
Taubaracna maculosa — викопний вид павуків, що існував в олігоцені у Південній Америці. Описаний у 2023 році.

## Рештки
Скам'янілий відбиток павука виявлений у відкладеннях формації Тремембе у муніципалітеті Таубате у штаті Сан-Паулу на півдні Бразилії. Відкладення датуються хаттським віком (28-23 млн років). Це був відбиток одного павука середнього розміру, який зберіг подовжені ноги зі щетинками та колючками та зменшену просому та опістосому. Цікавим є те, що на екзоскелеті зберігся смуговий візерунок (світлі та темні пігменти), що вказує на камуфляж, спільний для багатьох існуючих видів павуків.